# Джорджтаун (Айдахо)
Джорджтаун (англ. Georgetown) — місто в окрузі Бер-Лейк, штат Айдахо, США. Засноване 1864 року. Згідно з переписом 2010 року населення становило 476 осіб, що на 62 особи менше, ніж 2000 року. Через місто проходить 30-та магістраль США.

## Географія
Джорджтаун розташований за координатами 42°28′42″ пн. ш. 111°21′56″ зх. д. / 42.47833° пн. ш. 111.36556° зх. д. (42.478472, -111.365464).  За даними Бюро перепису населення США в 2010 році місто мало площу 1,93 км², уся площа — суходіл. В 2017 році площа становила 1,76 км², уся площа — суходіл.

## Демографія

### Перепис 2010 року
Згідно з переписом 2010 року, у місті проживало 476 осіб у 170 домогосподарствах у складі 137 родин. Густота населення становила 245,1 особи/км². Було 194 помешкання, середня густота яких становила 99,9/км². Расовий склад міста: 95,4 % білих, 0,4 % афроамериканців, 0,4 % індіанців, 0,6 % азіатів, 0,4 % інших рас, а також 2,7 % людей, які зараховують себе до двох або більше рас. Іспанці і латиноамериканці незалежно від раси становили 0,4 % населення.
Із 170 домогосподарств 38,8 % мали дітей віком до 18 років, які жили з батьками; 67,6 % були подружжями, які жили разом; 9,4 % мали господиню без чоловіка; 3,5 % мали господаря без дружини і 19,4 % не були родинами. 17,1 % домогосподарств складалися з однієї особи, у тому числі 11,2 % віком 65 і більше років. У середньому на домогосподарство припадало 2,80 мешканця, а середній розмір родини становив 3,14 особи.
Середній вік жителів міста становив 37,3 року. Із них 26,5 % були віком до 18 років; 10,7 % — від 18 до 24; 21,5 % від 25 до 44; 25 % від 45 до 64 і 16,4 % — 65 років або старші. Статевий склад населення: 46,4 % — чоловіки і 53,6 % — жінки.
Середній дохід на одне домашнє господарство  становив 54 348 доларів США (медіана — 46 136), а середній дохід на одну сім'ю — 59 588 доларів (медіана — 46 932). За межею бідності перебувало 10,5 % осіб, у тому числі 14,2 % дітей у віці до 18 років та 12,6 % осіб у віці 65 років та старших.
Цивільне працевлаштоване населення становило 187 осіб. Основні галузі зайнятості: виробництво — 20,3 %, сільське господарство, лісництво, риболовля — 16,0 %, роздрібна торгівля — 12,8 %, освіта, охорона здоров'я та соціальна допомога — 11,2 %.

### Перепис 2000 року
Згідно з переписом 2000 року, у місті проживало 538 осіб у 182 домогосподарствах у складі 147 родин. Густота населення становила 309,5 особи/км². Було 200 помешкань, середня густота яких становила 115,1/км². Расовий склад міста: 97,77 % білих, 0,19 % афроамериканців, 1,12 % індіанців, 0,19 % тихоокеанських остров'ян, 0,37 % інших рас і 0,37 % людей, які зараховують себе до двох або більше рас. Іспанці та латиноамериканці незалежно від раси становили 1,67 % населення.
Із 182 домогосподарств 45,6 % мали дітей віком до 18 років, які жили з батьками; 75,3 % були подружжями, які жили разом; 4,9 % мали господиню без чоловіка, і 19,2 % не були родинами. 17,0 % домогосподарств складалися з однієї особи, у тому числі 8,2 % віком 65 і більше років. В середньому на домогосподарство припадало 2,96 мешканця, а середній розмір родини становив 3,35 особи.
Віковий склад населення: 34,6 % віком до 18 років, 7,8 % від 18 до 24, 24,9 % від 25 до 44, 19,7 % від 45 до 64 і 13,0 % років і старші. Середній вік жителів — 32 роки. Статевий склад населення: 47,8 % — чоловіки і 52,2 % — жінки.
Середній дохід домогосподарств у місті становив US$33 500, родин — $37 813. Середній дохід чоловіків становив $30 938 проти $13 750 у жінок. Дохід на душу населення в місті був $12 673. Приблизно 11,3 % родин і 11,9 % населення перебували за межею бідності, включаючи 18,8 % віком до 18 років і жодного від 65 і старших.